# Apamea macronephra
Apamea macronephra là một loài bướm đêm trong họ Noctuidae.